# Kubota (marka)
Kubota (jap. 久保田 kubota; zadbane, dobrze uprawiane pole ryżowe) – marka odzieżowa założona w Polsce w 1994 roku. Właścicielem marki jest Kubota SA z siedzibą w Łodzi.

## Historia
Marka została stworzona przez Wiesława i Dorotę Michalskich. Michalski we wzorcowni producenta obuwia, poszukując modelu do importu, wybrał model klapek na rzep, z napisem Kubota. Para od 1994 roku, sprowadzała obuwie z Chin, początkowo Koleją Tanssyberyjską w workach jutowych, następnie, w związku ze wzrostem popularności obuwia, kontenerami kolejowymi i morskimi. W szczytowym momencie, małżeństwo sprzedawało nawet milion par obuwia rocznie. Klapki były sprzedawane na bazarach w Polsce, a także w Czechach, Słowacji, Litwie, Łotwie i Estonii, kosztując do kilkunastu złotych. Pod koniec lat 90. XX w. marka straciła na popularności, ze względu na przemiany społeczne i gospodarcze, a także wzrost popularności marek z zachodu. Po 2000 roku sprzedaż zmniejszyła się do 30–60 tys. par rocznie.
W 2018 roku marka została reaktywowana przez Piotra i Joannę Kwiatkowskich, Wacława Mikłaszewskiego i Alinę Sztoch, którzy początkowo podpisali umowę licencyjną na wykorzystanie znaku towarowego z pierwotnymi właścicielami, z którymi ostatecznie w 2019 założyli spółkę akcyjną. Po reaktywacji marki, klapki Kubota reklamowali m.in. Maciej Musiałowski, Mirosław Zbrojewicz i Agnieszka Żulewska. Wśród ambasadorów marki znaleźli się influencerzy: Maffashion, Make Life Harder, Michał Marszał, Red Lipstick Monster, a także muzycy: Margaret, Tede i Bartek Królik, Zuza Jabłońska, oraz sportowiec Stefan Hula.

## Produkty
Produkty marki inspirowane są estetyką lat 90. XX wieku. W 2020 zostały wprowadzone do kolekcji klapki basenowe, japonki i sandały, zaś w 2021 roku spodnie dresowe, bluzy i t-shirty.
Produkcja odbywa się w Chinach, lecz wybrane produkty szyte są w Polsce. Sprzedaż odbywa się przez Internet oraz w kilkudziesięciu sklepach stacjonarnych w Polsce, w tym m.in. w: Galerii Młociny, Posnanii i Blue City, a także okazjonalnie w sieci handlowej Biedronka.